# История словацкого языка
Исто́рия слова́цкого языка́ (словац. dejiny slovenčiny) — история происхождения, формирования и развития словацкого языка, охватывающая период с начала миграции славян в V—VI веках на территорию современной Словакии и до настоящего времени. Изменения, протекавшие в словацком языке, были обусловлены причинами как собственно лингвистического, так и экстралингвистического характера (связанными с историей словацкого народа и словацкого государства).
История словацкого языка включает в себя историю формирования прасловацких диалектов, историю их обособления от остальных диалектов праславянского языка и образования самостоятельного словацкого языка, историю развития тех или иных словацких фонетических и грамматических черт, историю развития лексического состава словацкого языка, историю формирования литературного языка словаков и т. д.

## До XI века

### Теории происхождения

#### Ранние теории
Существует несколько теорий, объясняющих происхождение словацкого языка. Р. Крайчович разделяет их на исторические теории (или гипотезы), а также на теории о гомогенном и негомогенном происхождении словацкого языка. Кроме того, имеется так называемая миграционная, или миграционно-интеграционнаяя теория.
Возникновению исторических гипотез предшествовали взгляды на историю словацкого языка, возникшие ещё в предписьменную эпоху. Эти гипотезы как правило характеризуются отсутствием доказательств. Одним из наиболее распространённых представлений о происхождении словацкого языка того времени была так называемая «центристская» гипотеза, согласно которой предки словаков первоначально расселились на среднем Дунае, а затем уже заняли территорию современной Словакии. Исходя из этого, носители прасловацких диалектов являлись архаичным славянским населением, сохранившимся в «центре» славянского мира. Данной гипотезы придерживались такие учёные, как М. Бел, П. Й. Шафарик, А. Бернолак, Л. Штур и другие. Во многом такой взгляд на происхождение словацкого языка был вызван необходимостью аргументировать самостоятельность как словацкого народа, так и словацкого языка среди остальных славянских народов и языков в то время, когда преобладали иные представления, словацкий считался диалектом чешского языка, а словаки частью единого чешско-словацкого народа. Так, например, известный словацкий учёный Я. Коллар, считавший всех славян единым народом, в своём исследовании «О литературной взаимности между племенами и наречиями славянскими» (O literarnég Wzágemnosti mezi kmeny a nářečjmi slawskými, 1836) выделял четыре «племени» — русское, польское, чехословацкое и иллирийское, говорящих на четырёх наиболее культурно развитых наречиях славянского языка. Несмотря на то, что «центристская» гипотеза является устаревшей, к идее среднедунайского генезиса словаков возвращался О. Н. Трубачёв, основываясь на материалах ономастики.
Теория негомогенного происхождения словацкого языка предполагает взаимодействие периферийных областей празападнославянского, правосточнославянского и праюжнославянского ареалов, либо процессы языкового и этнического смешения, происходивших как в ранний, так и в поздний периоды развития словацкого языка. Классической теорией среди подобных является теория С. Цамбела, в которой западнословацкий диалект имеет западнославянское происхождение, среднесловацкий выводится из праюжнославянских диалектов, а происхождение восточнословацкого объясняется интеграцией периферийных древнепольских говоров (на севере Восточной Словакии) и древнерусских говоров (на юго-востоке). Среднесловацкий диалект после татарского вторжения (1241 года), по мнению С. Цамбела, в результате тесных контактов с чешским языком приобрёл постепенно западнославянский характер. Позднее теории немоногенного происхождения выдвинули С. Б. Бернштейн и И. Книежа (István Kniezsa). Теория С. Б. Бернштейна напоминает теорию С. Цамбела с тем исключением, что незападнославянские черты в среднесловацкоя диалекте С. Б Бернштейн объясняет древними контактами прасловацких и прасловенских диалектов. И. Книежа полагал, что по территории современной Словакии проходила граница между западнославянским и южнославянским ареалами, в период переселений народов в Подунавье произошло этническое и языковое смешение на границе ареалов, результатом которых стало формирование среднесловацкого диалекта с рядом незападнославянских языковых черт.
В основе теорий гомогенного происхождения словацкого языка лежит предположение о том, что изначально общность носителей прасловацких диалектов была однородной, лишь только позднее в результате южнославянской экспансии на территорию Средней Словакии проникли так называемые языковые «югославизмы». Типичным представителем таких теорий является теория Ф. Травничека. По ней словацкий язык наряду с чешским сформировался из прачешскословацкого (или прачешского) языка. Особенности среднесловацкого языка он отнёс не к праславянской эпохе, а к более позднему времени — к XII—XIV векам и даже позднее к периоду диалектной дифференциации чешского языка. Данная теория получила наибольшее распространение после первой мировой войны — это было связано с образованием единого государства чехов и словаков — Чехословакии.

#### Миграционно-интеграционная теория
Миграционно-интеграционная теория происхождения словацкого языка появилась сравнительно поздно — во второй половине XX века. Согласно этой теории формирование прасловацких диалектов в праславянскую эпоху складывалось под влиянием как лингвистических, так и экстралингвистических факторов, включая междиалектные контакты. Начальный период формирования словацкого языка согласно этой теории стал следствием миграций славянских племён в V—VI веках, позднее — главную роль в формировании словацкого языка сыграли интеграционные процессы. Важное значение имело также размещение прасловацкого ареала — в зоне интенсивных междиалектных контактов празападнославянского, праюжнославянского и правосточнославянского ареалов.
Р. Крайчович разделяет ранний этап истории развития словацкого языка на три периода: послемиграционный (VI—VII века), интеграционный (VIII—IX века) и конститутивный (X—XI века). В послемиграционный период в прасловацком ареале формируются языковые различия, сохранившиеся в современных словацких диалектах. Данные различия связаны с тем, что прасловацкий ареал сформировался из диалектов как западнославянского, так и незападнославянского происхождения. Интеграционный период характеризуется преимущественно одинаковыми языковыми изменениями во всём прасловацком ареале, при этом часть этих изменений находит свои параллели в западнославянских языках, а часть сходна с процессами в незападнославянских ареалах. Конститутивный период отражает процессы формирования словацкого как самостоятельного языка, обособления его от остального западнославянского ареала.

### Языковые процессы
В V—VI веках предки словаков заселяют территорию нынешней Словакии. Этот процесс совпал с миграциями славян по всей территории центральной и восточной Европы. В частности, западные славяне к VI—VII векам, расселяясь из Прикарпатья и бассейна Вислы на запад и юго-запад к Одеру, за Судеты, к северным притокам Дуная заняли обширные области вплоть до реки Эльбы на западной границе. На территории Словакии предки западных славян, пришедшие сюда с севера, заселили северные, восточные и западные районы, образовывая таким образом южную окраину западнославянского ареала. Племена незападнославянского происхождения, переселившиеся предположительно с юга и юго-востока, расселились в основном в Средней Словакии. В результате подобного переселения ареал будущего словацкого языка изначально сложился из разнородных в диалектном отношении праславянских диалектов, которые различались (к VI—VII векам) по следующим языковым признакам:
1. Сохранение групп tl, dl или изменение их в l (исключая причастия на -l) в празападнословацком (krídlo / kríllo, šidlo / šillo «шило») и правосточнословацком (krídlo, šidlo), но упрощение их в прасреднесловацком диалекте в -l (krielo, šilo)[~ 1].
2. Изменение групп *orT-, *olT- при циркумфлексной интонации в roT-, loT- в празападнословацком (rožeň, loket’ / loket / lokec «локоть») и правосточнословацком (rožeň, lokec), в прасреднесловацком диалекте данные группы изменились в raT-, laT- (ražeň, laket’).
3. Изменение ch в š по второй палатализации в празападнословацком, как и в правосточнословацком (Čex «чех» — Češi), в прасреднесловацком диалекте произошло изменение ch в s (Čex — Česi).
4. Наличие флексии -me в формах глаголов 1-го лица множественного числа настоящего времени в празападнословацком (robíme, voláme) и правосточнословацком (robime, volame)[~ 2] диалектах при наличии флексии -mo в прасреднесловацком диалекте (robímo, volámo).
5. Распространение формы глагола byt’ «быть» в 3-м лице множественного числа — sa (из *sętъ) в празападнословацком и правосточнословацком диалектах при форме su (из *sǫtъ) в прасреднесловацком.

Данные языковые отличия сохранились в современных словацких диалектах, при этом некоторые из незападнославянских явлений (так называемые «югославизмы») распространились на периферии соседних диалектов, некоторые из явлений сохранились только на части ареала среднесловацкого диалекта, некоторые представлены в отдельных лексемах. Но предполагается, что изначально данные языковые особенности были распространены на всей территории среднесловацкого диалекта и не выходили за его пределы.
В VII—IX веках, характеризующихся процессами объединения словацких племён и создания на территории современной Словакии государственных образований (Нитранское княжество и Моравское княжество, позднее — Великая Моравия), протекают языковые процессы, интегрирующие прасловацкие диалекты:
1. Сохранение сочетаний *kv-, *gv- в начале слова перед *ě: kvet «цветок», hviezda «звезда».
2. Отсутствие l эпентетического после губных согласных на стыке морфем на месте сочетаний губного с *j: zem «земля».
3. Изменение праславянских сочетаний *tj, *dj в свистящие согласные c, dz: svieca «свеча», medza «межа».
4. Изменение *jь- в начале слова в i-: ihla «игла».
5. Развитие слоговых сонорных согласных в сочетаниях *TrьT, *TrъT, *TlьT, *TlъT: krv «кровь».
6. Развитие долготы в окончаниях существительных среднего рода в формах именительного и винительного падежей: mestá «города».
7. Появление флексии -om у существительных мужского рода в форме творительного падежа единственного числа: chlapom «мужчиной» и другие языковые явления.

В X—XI веках отмечаются языковые явления, которые формируют словацкий как самостоятельный язык, обособляя его тем самым среди остальных западнославянских языков и диалектов:
1. Результаты изменения *g по первой палатализации, а также сочетаний *dj, *gj.
2. Краткость на месте старого акута в словах типа slama «солома», krava «корова».
3. Долгота в причастиях на -l, образованных от глаголов с основой инфинитива на согласный типа viedol и т. д.

Прасловацкий ареал остался в стороне от изменений, распространившихся в польском, чешском и других западнославянских языках, что также усилило различия между ними и словацким.
Также в X—XI веках в прасловацком ареале происходит ряд процессов, отчасти сходных с общеславянскими процессами, результаты которых нередко выделяли словацкий среди остальных западнославянских языков (отклонения в изменении сильных редуцированных) и при этом способствовали дальнейшей дифференциации прасловацких диалектов:
1. Утрата носовых гласных (ǫ > ų > u; ę > ą̈ > ä): *dǫbъ > dub; *pęta > päta.

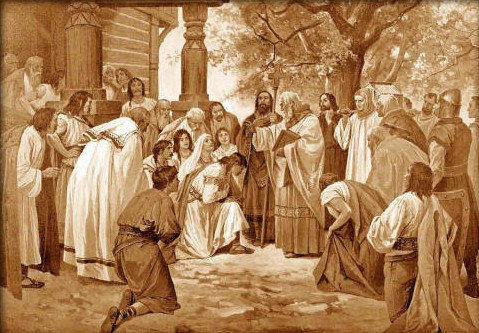
Приход Кирилла и Мефодия в Моравию (картина В. Черны)

1. Падение редуцированных *ь и *ъ, реализовавшееся по-разному в прасловацких диалектах вследствие их изначальной неоднородности. В правосточнословацком и празападнословацком диалектах в сильной позиции *ь и *ъ перешли в e, а в прасреднесловацком — *ь перешло в e, *ъ перешло главным образом в o или в некоторых случаях в a.
2. Выпадение *j в интервокальном положении, вызвавшее стяжение гласных. В ряде грамматических категорий контракция не реализовалась в среднесловацком диалекте. Контракция стала причиной появления в словацком языке противопоставления долгих и кратких гласных.
3. Формирование парных по твёрдости / мягкости согласных: t— ť, d — ď, n — ň, l — ľ, b — b’, p — p’ и другие языковые явления.

Для раннего периода развития словацкого языка характерно заимствование лексики из латинского (этому способствовало, в частности, принятие словаками христианства) и немецкого языков. Кроме того, непродолжительное время в Великой Моравии распространялся старославянский язык (в период миссии братьев Кирилла и Мефодия), что послужило появлению в словацком языке старославянских заимствований.

## В XI—XVIII веках

### Языковые процессы

#### Фонетика
В начале XI — начале XIII века отмечаются следующие процессы в системе словацкого вокализма:
- фонемы ä и долгая a̋  (возникшие из праславянских ę и ę̄, а также в результате контракции на месте сочетаний ьi̯a, ěi̯a и других), были утрачены в Западной и Восточной Словакии — слились в разных диалектах в тех или иных позициях с другими гласными фонемами; фонема ä в позиции после губных согласных сохранилась только лишь в части говоров среднесловацкого диалекта: mäso «мясо», deväť «девять»; фонема a̋  сохранилась в некоторых среднесловацких говорах, но на большей части ареала Средней Словакии дифтонгизировалась в i̯a, i̯ä или ei̯;
- фонема ě слилась с e: deti [ďeťi] / dzeci «дети»;
- фонемы i и y слились в одну фонему i, по-разному реализующуюся после твёрдых и мягких согласных.

В XIII—XIV веках в системе гласных произошли следующие процессы:
- передвижение гласных в задний ряд перед твёрдыми согласными в ограниченном ряде позиций, произошедшее в некоторых говорах среднесловацкого и восточнословацкого диалектов: e (ě) > ä > a — sňěh > sňah; e > o (ě > e > o) — popel > popol;
- дифтонгизация долгих гласных: ó > u̯o; é > i̯e: kóň > ku̯oň «конь»; véra > vi̯era «вера»; данный процесс был реализован в том или ином словацком диалекте по-разному, затронуты изменениями были не все говоры, не все гласные фонемы (например, ó могло оставаться без изменения, но при этом мог реализоваться переход é > i̯e), в дальнейшем данные дифтонги могли вновь монофтонгизироваться или перейти в сочетание согласного и гласного (u̯o > vo; i̯e > je) и т. п.; наиболее последовательно дифтонгизация ó и é прошла в Средней Словакии; намного позднее (XV—XIV веках) в ряде говоров дифтонгизировались a̋ > i̯a, ei̯ и ý > ei̯, самым поздним по времени образования стал дифтонг i̯u;
- после утраты корреляции согласных по мягкости / твёрдости такие варианты фонем (после мягких согласных) как ȧ, ȯ, u̇, y совпали с фонемами a, o, u, i соответственно: dym > [dim] «дым» и т. п.

В области консонантизма в XI—XII веках отмечались следующие языковые явления:
- позиционная депалатализация согласных — перед беглым гласным, перед исконными ä и e, в конце слова;
- палатализация заднеязычных согласных k, g, x в говорах среднесловацкого диалекта; данное явление нашло отражение в образовании некоторых падежных форм существительных: ruke (от ruka «рука»), muxe (от mucha «муха») — в именительном падеже множественного числа — ruki, muxi — в предложном падеже единственного числа;
- переход g > ɣ (в XII веке), а затем ɣ > h (в XIII—XIV веках): ľägký > ľäɣký > ľahký «лёгкий»;
- переход w > v: voda «вода», pravda «правда», spev [spef] «пение»; в среднесловацких и восточных говорах восточнословацкого диалекта данный процесс не реализовался в конце слова и слога: voda, prau̯da, speu̯;
- появление фонем f и dž: džbán «кувшин, жбан»; trafiť «попасть».

В XIII—XIV веках в системе согласных словацкого языка отмечались такие процессы, как:
- ассибиляция мягких ď, ť: ď > dź, ť > ć, не затронувшая ареал среднесловацкого диалекта dzeci «дети»; dzeň «день»; в среднесловацком (и словацком литературном) — deti [ďeťi], deň [ďeň];
- утрата парных мягких согласных, проходившая с разной интенсивностью в тех или иных словацких диалектах: если в некоторых западнословацких говорах мягкие согласные утрачены полностью, например, в поважских говорах, то в крайне восточных восточнословацких говорах корреляция по твёрдости / мягкости сохранилась до настоящего времени, например, в сотацких говорах; в среднесловацком ареале сохранились четыре парных мягких согласных: ť, ď, ň, ľ.

В ранний период развития словацкого языка период также произошло:
- оглушение и озвончение согласных на границах морфем и оглушение в конце слова;
- возникли удвоенные согласные в ряде говоров, в том числе и на месте праславянского *dl > ll;
- произошли изменения в группах согласных: šč > šť, ždž > žď (только в среднесловацком диалекте); в группах zdn > zn, stn > sn и т. д.;
- ударение установилось на первом слоге в западнословацком и среднесловацком диалектах, на предпоследнем слоге — в восточнословацком, в сотацких говорах сохранилось разноместное ударение;
- в среднесловацком диалекте возник ритмический закон.

#### Морфология
В морфологии словацкого языка произошёл целый ряд изменений, в частности, произошли изменения в области грамматических категорий. Из праславянского языка в словацкий перешли такие категории, как род, число, падеж, лицо и т. д., но при этом не все праславянские граммемы сохранились, в их числе двойственное число (утратилось к XIV веку), другие (например, прошедшее время глаголов) пережили сложный процесс перестройки — были утрачены глагольные формы аориста и имперфекта (в XIII—XIV веках).
Из семи падежей, унаследованных с праславянского периода, сохранились шесть, вокатив был утрачен (сохранился только в Восточной Словакии). Тенденция формирования категории одушевлённости / неодушевлённости, отмечаемая в праславянском языке, получила развитие в период образования самостоятельного словацкого языка. Кроме того, в среднесловацком диалекте возникла категория мужского лица.
С утратой корреляции согласных по твёрдости / мягкости сложилась тенденция к устранению чередования согласных в основе: ruka / ruce > ruke; kopa / kopie > kope; voda / vodze > vode и т. д. Данный процесс затронул основы как существительных, так и прилагательных, числительных, местоимений и глаголов.
В имени существительном произошло изменение типа склонения, зависящее от типа основы, характерного для праславянского языка, на склонение, зависящее от категории рода, одушевлённости / неодушевлённости и т. д. Так, например, склонение слова chlap «мужчина» (chlap, chlapa, chlapovi…) возникло при смешении склонений древних *-o и *-u-основ. Склонение по типу *-r-основы (mati, matere, materi…) частично сохранилось в склонении слова mať «мать»; не сохранились склонение по типу *-n-основы (kamy, kamene, kameni…), *-s-основы (slovo, slovese, slovesi…) и других. Кроме того, среди различного рода преобразований в словоизменении существительных отмечались: появление нулевой флексии в форме именительного падежа единственного числа мужского рода (chlap, dub «дуб») или же в форме родительного падежа множественного числа женского рода (žien); изменение флексии *-emъ > -om в форме дательного падежа множественного числа мужского рода (strojom, от stroj «устройство, механизм») и т. д.
Изменилась парадигма склонения имён прилагательных, в основном в результате процесса контракции (dobrъ-i̯ь > dobrý «хороший», dobra-i̯ego > dobrého, dobru-i̯emu > dobrému…). Были утрачены краткие прилагательные. Склонение притяжательных прилагательных сохранилось в единичных формах.
Произошла перестройка словоизменения местоимений, в частности, на месте праславянских указательных местоимений *těхъ, *těmъ под влиянием словоизменения прилагательных возникли формы tých, tým (формы множественного числа от ten «тот»).
В числительных произошло изменение склонения формы jeden «один» с субстантивного и местоименного на склонение по типу прилагательного: jedného, jednému. Также была сформирована новая парадигма числительных dva, tri, štyri «четыре» по типу dvoch, dvom, dvoma и т. д.
В словацком языке не сохранилось спряжение атематического типа, атематические глаголы стали спрягаться так же, как и тематические, за исключением глагола byť «быть» (som, si, je…).
В глагольных флексиях произошли такие изменения, как появление окончания -m на месте исконного -u (из *-ǫ) в формах 1-го лица единственного числа настоящего времени (nesiem «несу»); появление флексий -ie, -e, -í, -á на месте праславянской tъ в формах 3-го лица единственного числа настоящего времени (nesie «несёт») и многие другие.

#### Лексика
Лексика словацкого языка в XI—XVIII веках пополнялась заимствованиями в основном из латинского, немецкого, венгерского, чешского и румынского языков. Латинский как язык администрации, науки, церкви в средневековом Венгерском королевстве долгое время был важнейшим источником заимствований для словацкого языка, посредством латинского в словацкий проникли и так называемые лексические «европеизмы». Влиянию немецкого языка на словацкий способствовало как наличие границы словацкой этнической территории с немецкой (с Австрией), так и средневековая немецкая колонизация словацких городов. Основная часть немецкой лексики проникла в словацкий в XII—XIV веках. Меньшее число заимствований пришло в словацкий из венгерского языка. Ещё меньшее число слов было заимствовано из румынского языка — они появились в XIV—XV веках во время пастушеских миграций в Словакию валахов и восточных славян (многие из этих заимствований известны только в ряде словацких областей). Заимствования из польского языка и русинских говоров распространились лишь в Восточной Словакии. С XIV—XV веков усилились контакты словацкой этнической территории с Чехией, что привело к значительному влиянию на словацкую лексику чешского языка.
Для словообразования словацкого языка характерно формирование слов при помощи префиксов -pod, -nad, -pred и т. д. (некоторые из приставок подверглись изменению, например ot- > od-); при помощи суффиксов -dlo-, -ák, -ica и т. д. (для приставок и суффиксов в разные исторические периоды была характерна разная степень продуктивности); при помощи сложения основ (vlkodlak, kolomaz); в процессе лексикализации основы (ozubiť > ozub).

## С 1787 года
История словацкого языка с 1787 года неразрывно связана с историей кодификации словацкого литературного языка. Р. Крайчович выделяет в истории литературного словацкого языка собственно литературный период, в котором вычленяет меньшие временные периоды:
Литературный период (с 1787 года):
1. бернолаковский период (1787—1843 годы);
2. штуровский период (1843—1852 годы);
3. реформенный период (1852—1863 годы);
4. матичный период (1863—1875 годы);
5. мартинский период (1875—1918 годы);
6. межвоенный период (1918—1940 годы);
7. современный период (с 1940 года).

### Языковая реформа Антона Бернолака

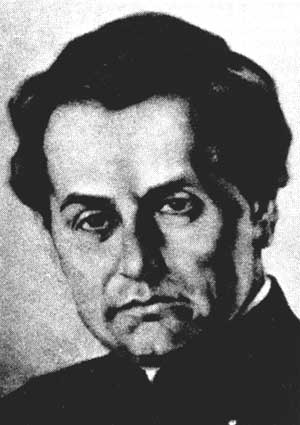
Антон Бернолак

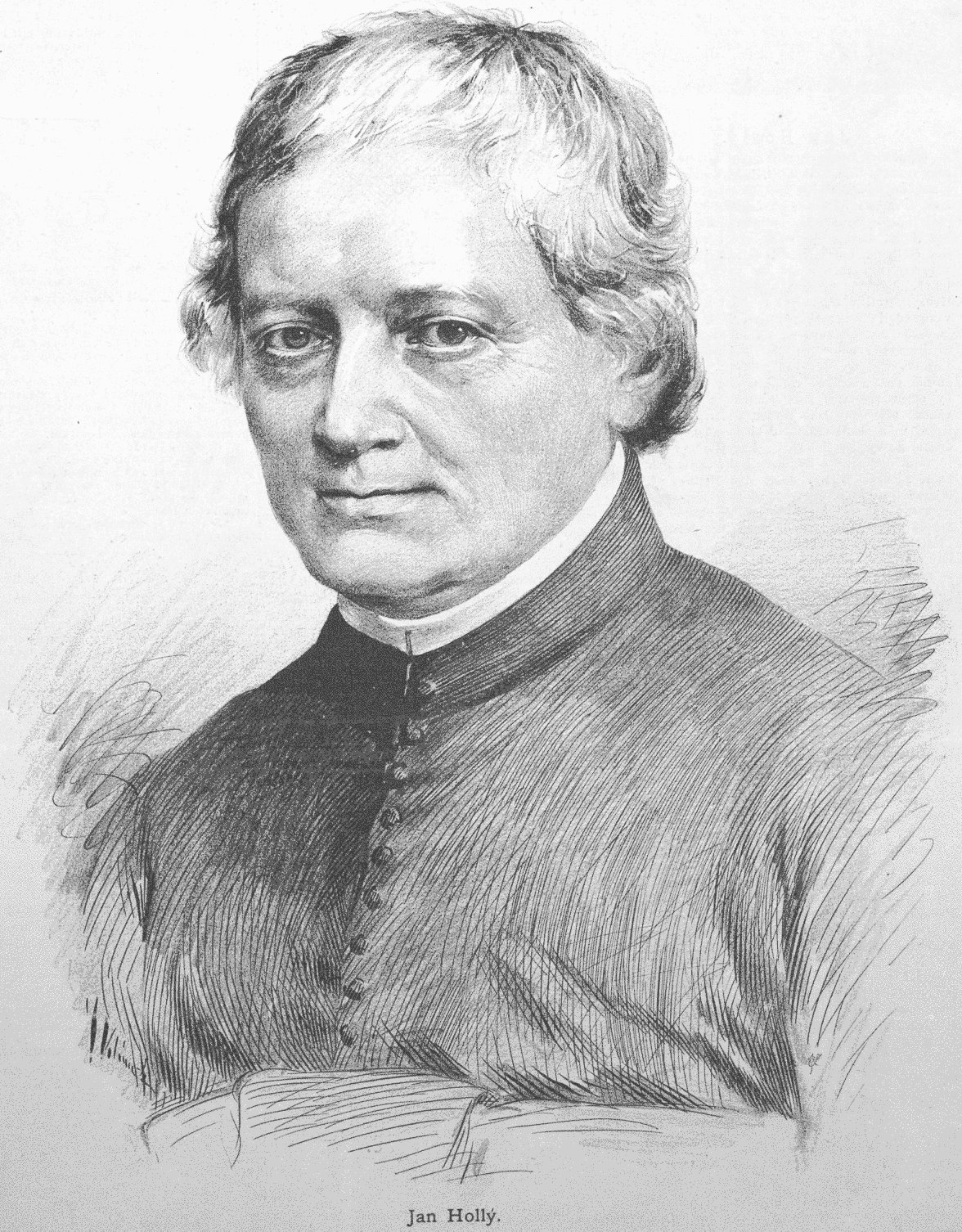
Ян Голлы

Литературная норма у словаков, основанная на родной речи, впервые появилась к концу XVIII века. В этот период в устном общении жителей Словакии использовались прежде всего местные говоры, помимо этого среди представителей словацкой интеллигенции также распространялись культурные интердиалекты, сформированные на основе словацких говоров и чешского литературного языка. В письменности же употреблялись преимущественно чешский и латинский языки, реже — и другие языки (немецкий и венгерский языки, и изредка на территории Восточной Словакии — польский). Особое положение занимал чешский язык, который в силу его близости словацким диалектам был распространён на территории Словакии шире остальных письменных языков. При этом в чешский язык словаков активно проникали словакизмы, а в словацкий язык (прежде всего язык образованных слоёв словацкого населения) заимствовались чешские языковые элементы (богемизмы). В результате этих процессов под влиянием чешского языка складывались не только локальные интердиалекты, но и такие переходные формы, как словакизированный чешский язык (slovakizovaná čeština) и разновидности чешского языка с преобладанием в нём черт культурных интердиалектов или словацких говоров. Нередко появление таких форм было следствием осознанной словакизации письменности. Подъём национального самосознания словаков и их интерес к родному языку в XVIII веке выразился в попытках создания литературных произведений на основе западнословацкого и восточнословацкого диалектов или же интердиалектов, в частности, на западнословацком интердиалекте был написан первый словацкий роман — «Приключения и испытания юноши Рене» (René mlád’enca prihodi a skusenost’i, 1783—1785) Й. И. Байзы, а также «Пастушья школа — житница нравов» (Valaská škola mravúv stodola, 1755) Г. Гавловича. К концу XVIII века для словаков были характерны две противоположные точки зрения в отношении литературной нормы — протестантская часть словацкого общества стремилась сохранить в качестве литературного языка словаков чешский язык, среди словаков-католиков преобладало стремление кодифицировать словацкий литературный язык на основе родной речи. В соответствии с этим первая литературная норма словацкого языка появилась среди словаков католического вероисповедания.
Автором первой научно обоснованной программы кодификации словацкого литературного языка стал католический священник А. Бернолак. Разработанная им в 1780-х годах кодификация (известная как «бернолаковщина») изложена в нескольких работах, среди которых «Филологическо-критическое рассуждение о славянских письменах» (Dissertatio philologico-critica de literis Slavorum, 1787) с приложением «Орфографии» (Orthographia), «Словацкая грамматика» (Grammatica Slavica, 1790), «Этимология словацких слов» (Etymologia vocum slavicarum, 1791), а также многотомный «Словацкий чешско-латинско-немецко-венгерский словарь» (Slowár Slowenskí Češko-Laťinsko-Ňemecko-Uherskí, 1825—1827). В создании своего варианта письменности А. Бернолак придерживался фонетического принципа, он упорядочил, унифицировал и упростил при этом ряд черт и особенностей орфографии, встречавшихся в словацкой письменности ранее, в частности, стремился обозначать каждый звук одной буквой. Также характерной чертой правописания А. Бернолака было избавление от богемизмов. В фонетической системе кодификации А. Бернолака отмечается отсутствие среднесловацких дифтонгов и звука, обозначаемого в современном словацком буквой ä, но при этом присутствуют мягкие согласные, dz на месте праславянского dj, а также слогообразующие r и l, известные в среднесловацком диалекте. В кодификации морфологических черт отражены не только элементы западнословацкого диалекта и чешского литературного языка, характерные для письменности Западной Словакии XVIII века, но и общесловацкие и среднесловацкие черты.
Словообразование нормы словацкого языка, созданной А. Бернолаком, во многом опирается на принципы и правила, изложенные в работах чешских грамматистов. Лексика в кодификации А. Бернолака отражена в его «Словацком чешско-латинско-немецко-венгерском словаре», вышедшем в восьми томах и включившем до 80 000 слов.

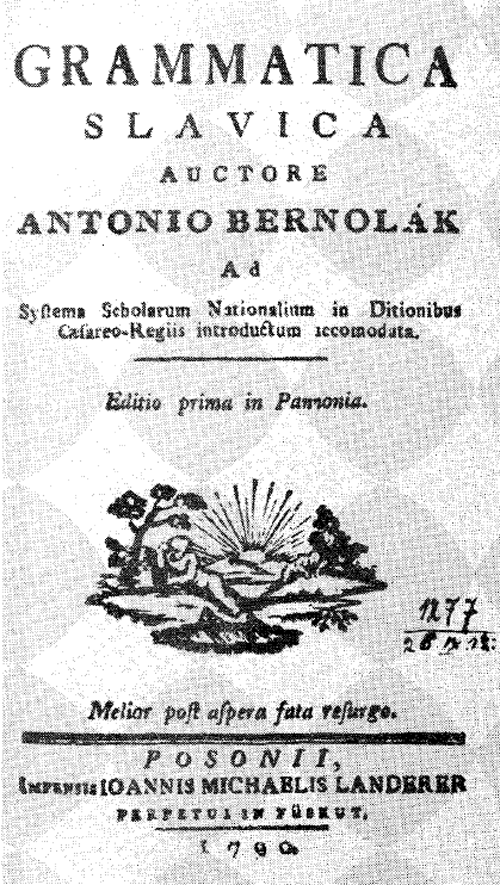
Титульная страница издания Grammatica Slavica (1790)

Для словацкого языка создание нормы А. Бернолаком стало совершенно новым явлением, одним из важных этапов формирования современной литературной нормы. Данная кодификация объединила в себе как традиционные, так и новые языковые элементы. А. Бернолак не только зафиксировал то, что уже существовало до него в разных вариантах письменности словацких католиков, но и занимался отбором из уже существующих только тех фактов, которые по его мнению соответствовали характеру словацкого языка, а также создавал новые правила и нормы.
В создании своей литературной нормы А. Бернолак опирался в первую очередь на речь образованных людей Западной Словакии, непосредственной основой языковой системы бернолаковщины был преимущественно западнословацкий культурный диалект (койне, распространённое среди интеллигенции в городах Западной Словакии), вместе с тем ряд черт как словацких диалектов (в большей степени западнословацкого диалекта), так и чешского языка попал в бернолаковщину без посредства западнословацкого интердиалекта.
Литературный язык А. Бернолака употреблялся только среди католиков, словаки-протестанты продолжали пользоваться чешским языком. К середине XIX века бернолаковщина полностью перестала функционировать. За 60 лет существования языковой нормы А. Бернолака на ней были созданы проза и поэзия, научные работы, многочисленные религиозные труды, на этот язык были переведены произведения религиозной и светской литературы. Наиболее известны созданные на бернолаковщине поэзия Я. Голлого и проза Ю. Фандли. В ряде католических школ язык А. Бернолака стал языком обучения. В процессе развития языка А. Бернолака в нём стали отмечаться стилистические различия и сильнее стала проявляться унификация. Популяризацией бернолаковского варианта словацкого литературного языка занималось «Словацкое учёное товарищество», объединившее около 500 сторонников А. Бернолака, центр товарищества и его типография располагались в Трнаве. Активная деятельность товарищества, начавшаяся в 1792 году, пошла на спад к концу XVIII века и постепенно угасала вплоть до полного выхода из употребления литературной нормы к середине XIX века.

### Языковая реформа Людовита Штура

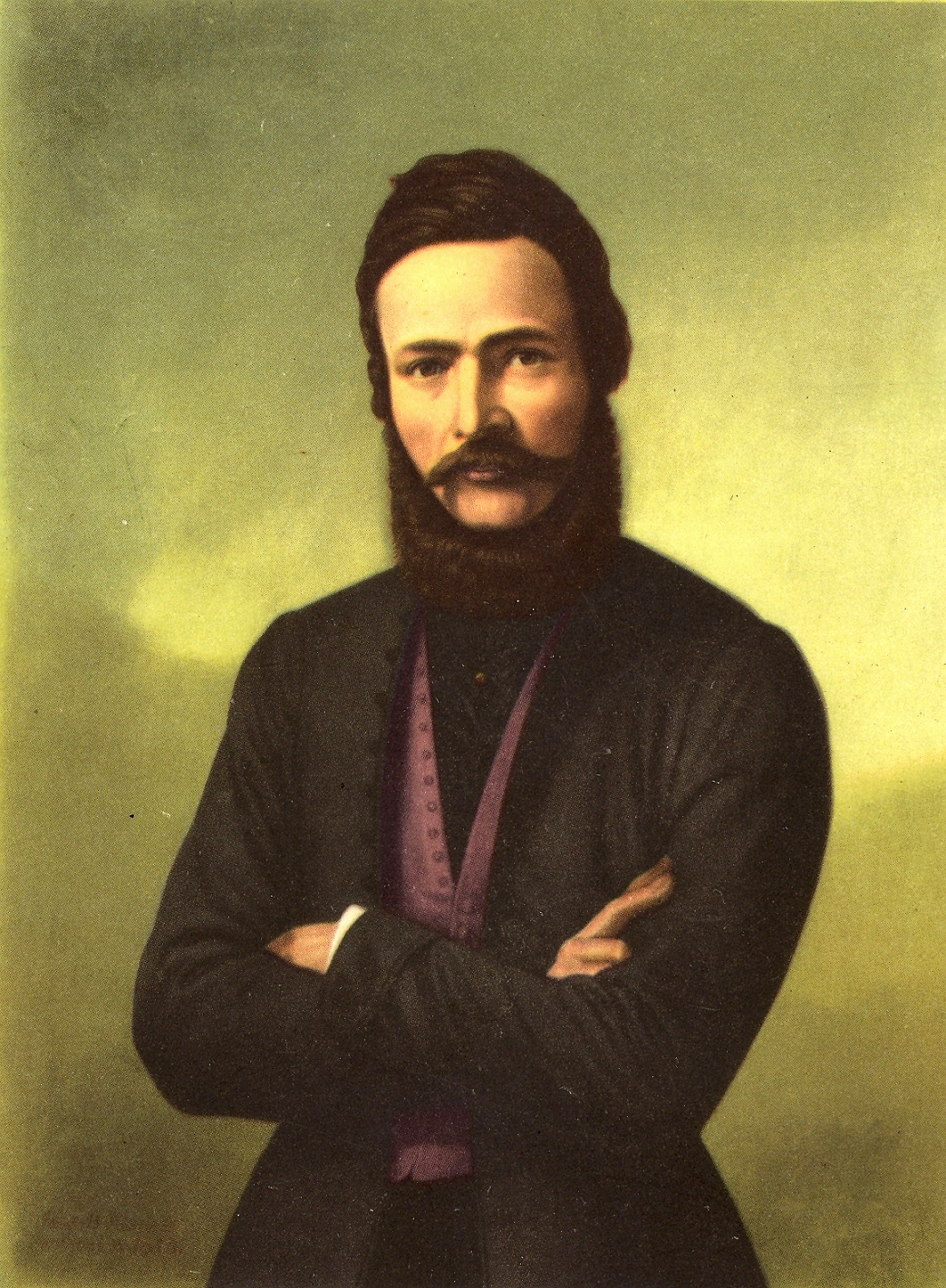
Людовит Штур

C конца XVIII века и до середины XIX века словаки использовали два литературных языка, связанных с развитием словацкой национальной культуры — бернолаковский словацкий и чешский. Весь этот период велась полемика по вопросу словацкого национального языка между словаками-католиками, сторонниками литературного языка на основе родной речи (бернолаковщины), и протестантами, сторонниками культурного единства словаков и чехов с общим для них чешским языком. Между тем обеим сторонам было ясно, что для развития национально-освободительного движения, национальной культуры и просвещения словаков требовался единый для всех литературный язык. Первые попытки преодоления разногласий в решении языкового вопроса отмечаются в 1820—1830-х годах: словаки-католики (М. Гамульяк, Я. Геркель и другие) стали допускать возможность сближения языка А. Бернолака с чешским языком или же со среднесловацким диалектом, а часть словацких протестантов сочла возможным изменить нормы чешского языка в сторону сближения со словацким языком. Так, в 1820-х годах Я. Колларом и П. Й. Шафариком был создан так называемый «чешско-словацкий литературный язык, или стиль», представлявший собой чешский язык с элементами словацкого языка, но он так и не был принят ни словаками, ни чехами. В 1834 году словаки разных конфессий впервые создали совместную организацию «Общество любителей словацкого языка и литературы», в 1835—1840 годах общество издавало альманах Zora, в котором авторы печатались на разных вариантах чешского и словацкого языков. Признание разных литературных норм равноправными и сотрудничество словаков разных конфессий хоть и не решало вопроса языкового единства, но стало важным этапом на пути к созданию единого словацкого литературного языка.
В 1840—1850-х годах вопрос единого словацкого языка стал острее в связи с расширением национального движения словаков и усилением угрозы мадьяризации. В этих условиях появился новый вариант словацкого языка, автором которого стал один из представителей словацкого национально-освободительного движения Л. Штур. В его работах, изданных в 1840-х годах, были заложены основы новой кодификации словацкого языка. Созданию новой литературной нормы предшествовали долгие обсуждения и совещания, в которых принимали участие сподвижники и последователи Л. Штура — М. М. Годжа, Й. М. Гурбан и другие. Уже в 1845 году была издана газета на штуровщине — «Словацкая национальная газета» (Slovenskje národňje novini) с литературным приложением «Орёл Татаранский» (Orol Tatránski).

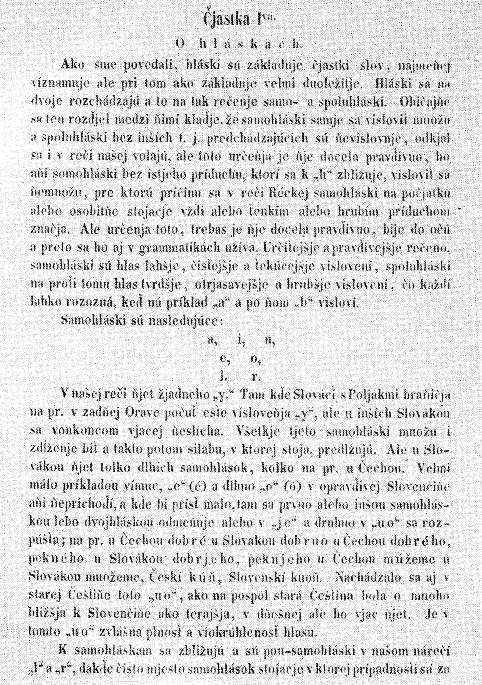
Страница из книги
Л. Штура Nauka reči slovenskej (1846)

Кодификация Л. Штура носила прескриптивный характер, в основу правописания был положен фонетический принцип. Базой для штуровского варианта словацкого литературного языка стали общесловацкие и среднесловацкие языковые элементы — среднесловацкий культурный интердиалект.
Объективной причиной смены диалектной основы литературного языка, по мнению Э. Паулини, стало усиление культурного и экономического значения среднесловацких городов с конца XVIII — начала XIX века и распространение культурного среднесловацкого интердиалекта как наддиалектной формы за пределы Средней Словакии — он стал вытеснять в том числе и западный интердиалект, ту базу, на которую опиралась бернолаковщина.
Л. Штур считал, что словаки как самостоятельный народ должны обладать собственным языком и отказаться от введения в качестве литературной нормы чешского языка. В то же время, объясняя необходимость замены нормы А. Бернолака, он отмечал, что западнословацкая в своей основе бернолаковщина не имеет перспектив, поскольку далека от народно-разговорной речи словаков. Объединение словацкой нации, по мнению Л. Штура, мог обеспечить общий для всех словаков язык, созданный на среднесловацкой основе. Л. Штур и его последователи направили все свои усилия на то, чтобы убедить все слои словацкого общества принять новую языковую реформу. К ним присоединились как протестанты, так и часть словаков-католиков. В то же время против нового литературного языка выступили не только словаки из католической среды, но и представители словаков-протестантов старшего поколения, такие как Я. Коллар, П. Й. Шафарик, И. Палкович и другие. Л. Штура, так же, как и А. Бернолака, обвинили в расколе чешско-словацкого литературно-языкового единства, а венгерское общество обвинило Л. Штура и его сторонников кроме того в панславистских и антивенгерских настроениях. Тем не менее, штуровская норма постепенно стала входить в употребление в общественной и культурной жизни словацкого народа.

### Языковая реформа Годжи-Гатталы
На состоявшемся в августе 1847 года собрании культурно-просветительского общества «Татрин» (Tatrín) в Чахтице ведущие представители католической и протестантской общин Словакии договорились о введении единой нормы словацкого литературного языка. За основу данной нормы решено было взять штуровскую кодификацию, которую предполагалось исправить и дополнить с учётом предложений и замечаний, поступивших от участников собрания.
Введение единого литературного языка для словаков стало жизненно необходимым в период после поражения революции 1848—1849 годов, когда в Австрийской империи укрепились позиции немецкого языка, а на её части — в Венгерском королевстве расширилась сфера использования венгерского языка. При этом стало расти число используемых в словацком обществе форм словацкого и чешского языков: бернолаковская и штуровская нормы широко варьировались в текстах разных авторов и печатных изданий, чешский язык употреблялся как в архаичной (библичтина), так и в современной формах. Помимо этого, по рекомендации Я. Коллара в качестве языка администрации, печати и школьного обучения стали вводить так называемый «старословацкий язык» (чешский язык с некоторыми словацкими языковыми элементами).
Компромиссный вариант словацкого литературного языка был кодифицирован благодаря усилиям М. М. Годжи и М. Гатталы. На собрании наиболее известных деятелей словацкого национального движения в октябре 1851 года в Братиславе были окончательно утверждены единые нормы словацкого литературного языка, которые М. Гаттала зафиксировал в своей работе «Краткая словацкая грамматика» (Kratká mluvnica slovenská). Предисловие к изданию этой грамматики подписали протестанты М. М. Годжа, Й. М. Гурбан, Л. Штур и католики Я. Паларик, А. Радлинский и Ш. Заводник. Новые нормы литературного языка были отчасти сближены с чешским языком и с бернолаковщиной, сохранив при этом среднесловацкую основу (в связи с чем реформу Годжи-Гатталы иногда называют в научной литературе «исправленная штуровщина»). Важным изменением орфографии стало в числе прочего восстановление элементов историко-этимологического принципа правописания. В фонетическую систему введена фонема ä и т. д.
Новый вариант кодификации завершил длительный процесс формирования словацкой литературной нормы и стал единым общенациональным словацким литературным языком. В целом, несмотря на ряд дальнейших уточнений и дополнений, вариант, предложенный в процессе реформы Годжи-Гатталы, является основой современного литературного словацкого языка.

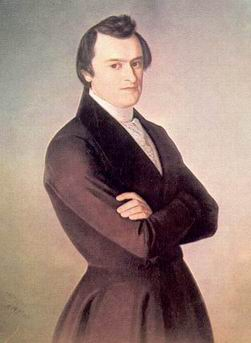
Михал Милослав Годжа
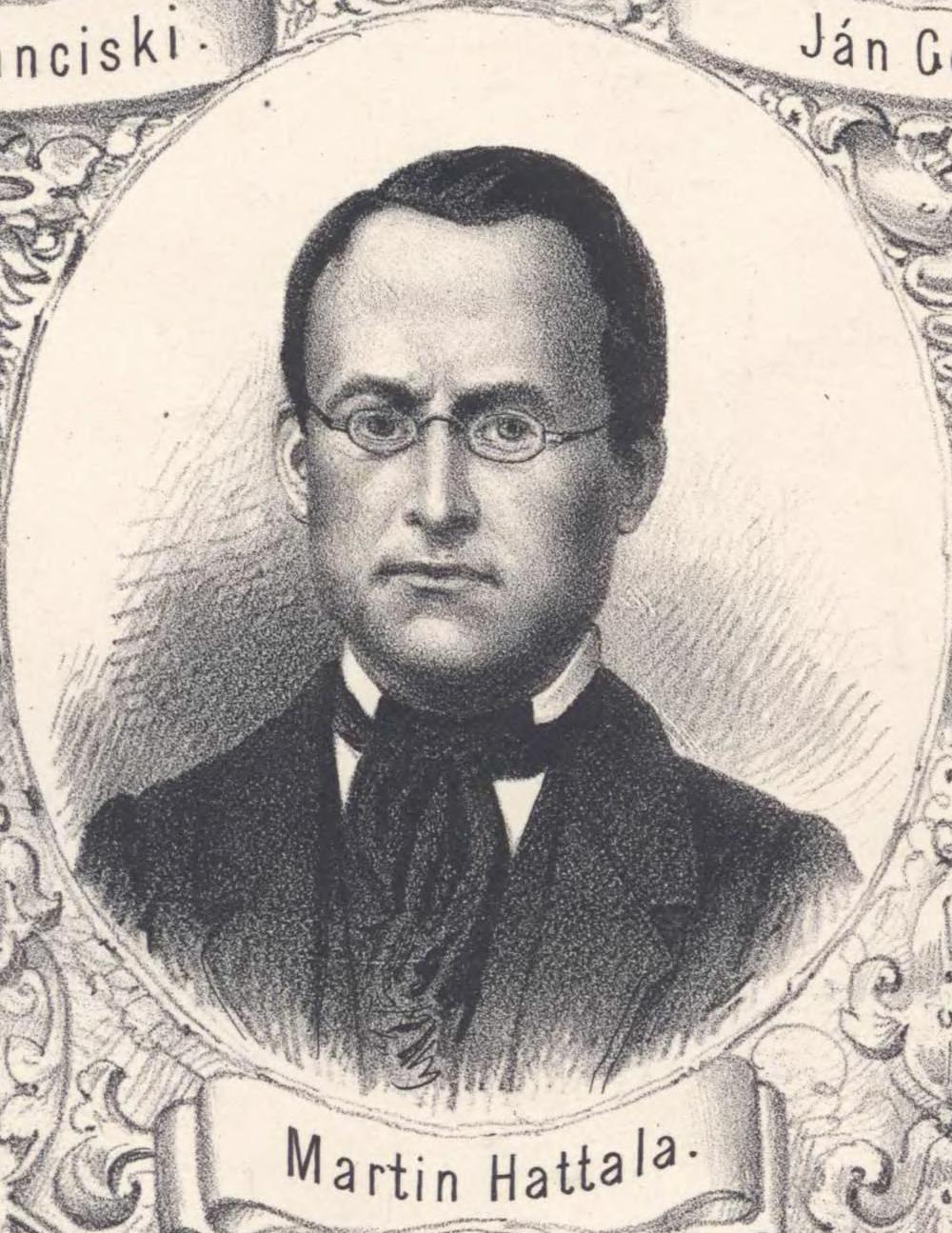
Мартин Гаттала
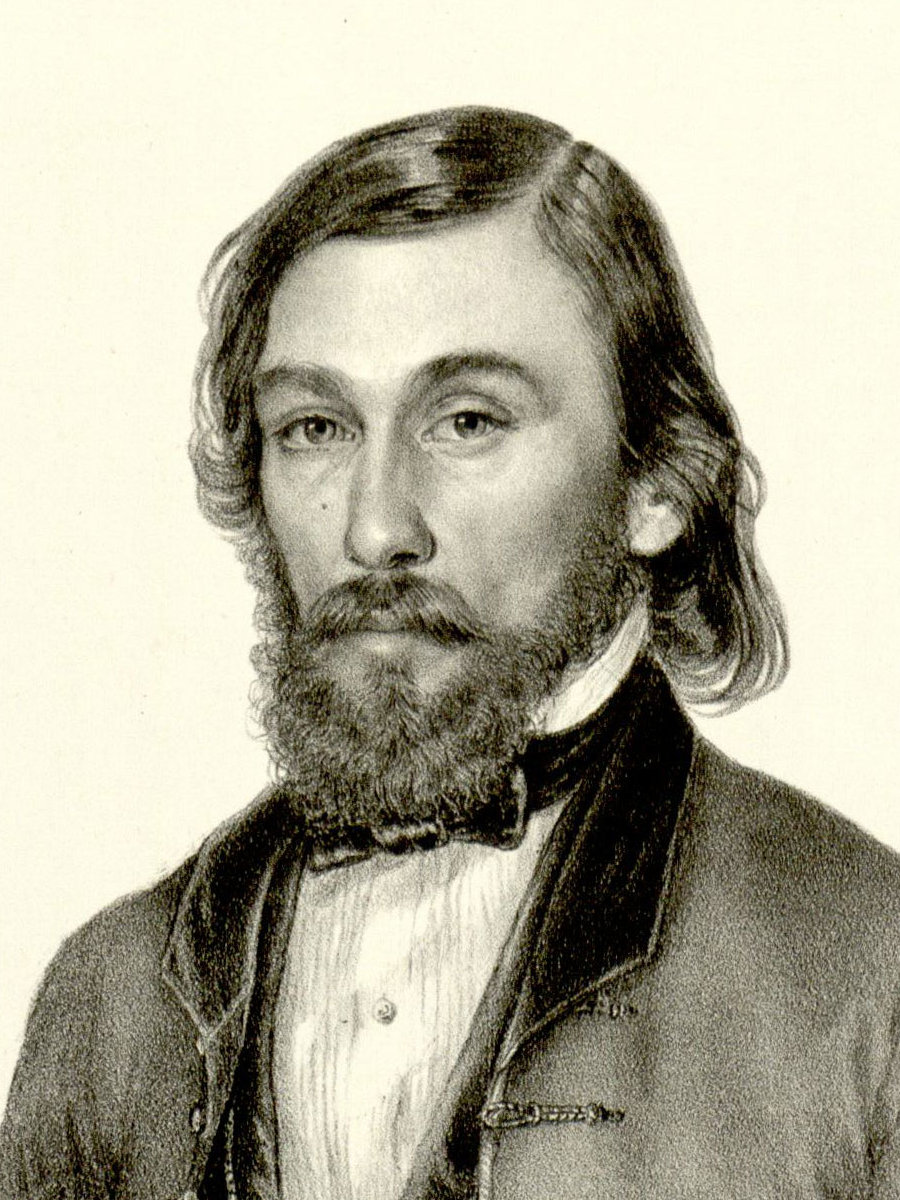
Йозеф Милослав Гурбан
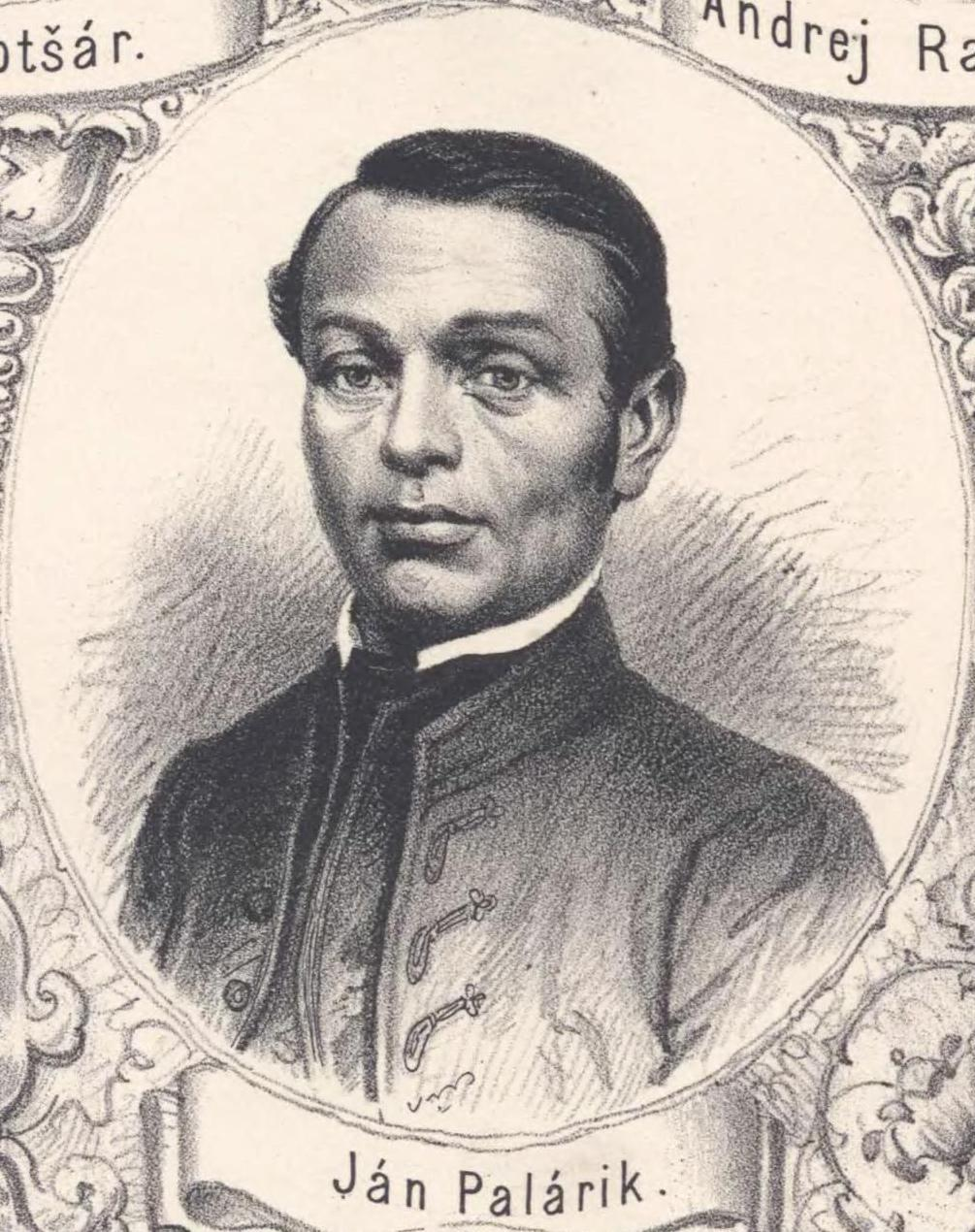
Ян Паларик
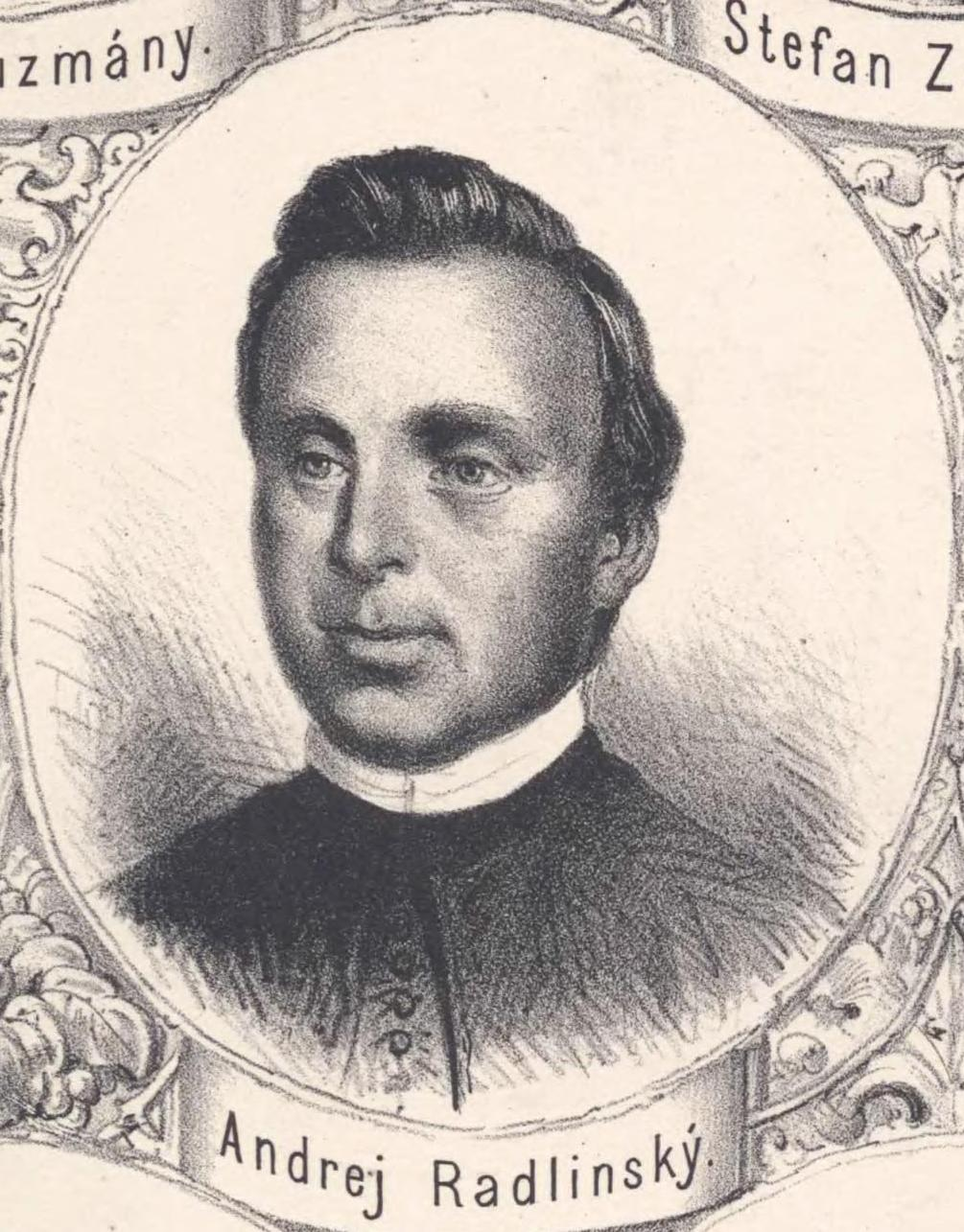
Андрей Радлинский
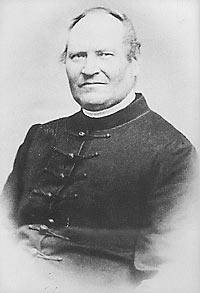
Штефан Заводник

### Восточнословацкий литературный язык
Параллельно с процессом создания общесловацкой литературной нормы с середины XVIII века в Восточной Словакии формировался обособленный восточнословацкий литературный язык на земплинской диалектной основе (конфессиональный вариант с письменностью на основе венгерской графики) и с середины XIX века на базе шаришских и спишских говоров («мирской» вариант). Венгерские власти в период существования Австро-Венгрии способствовали распространению «шаришского языка», тем самым пытаясь препятствовать единству словацкого национального возрождения. В 1919 году на «шаришском языке» издавалась пресса в Словацкой Советской Республике. К середине XX века восточнословацкий язык практически перестал использоваться.
Использование восточнословацкого языка не было ограничено только территорией Восточной Словакии, с 1880-х годов словацкими общинами в США на нём издавалась печатная периодика (Amerikanszko-szlovenszke novini, Szlovjak v Amerike и некоторые другие газеты).

### Матичный период

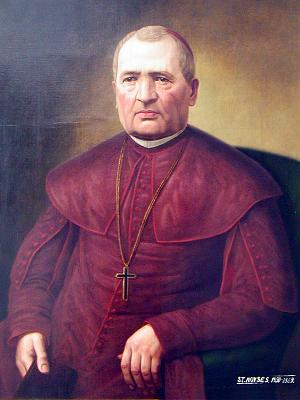
Первый председатель общества Štefan Moyzes

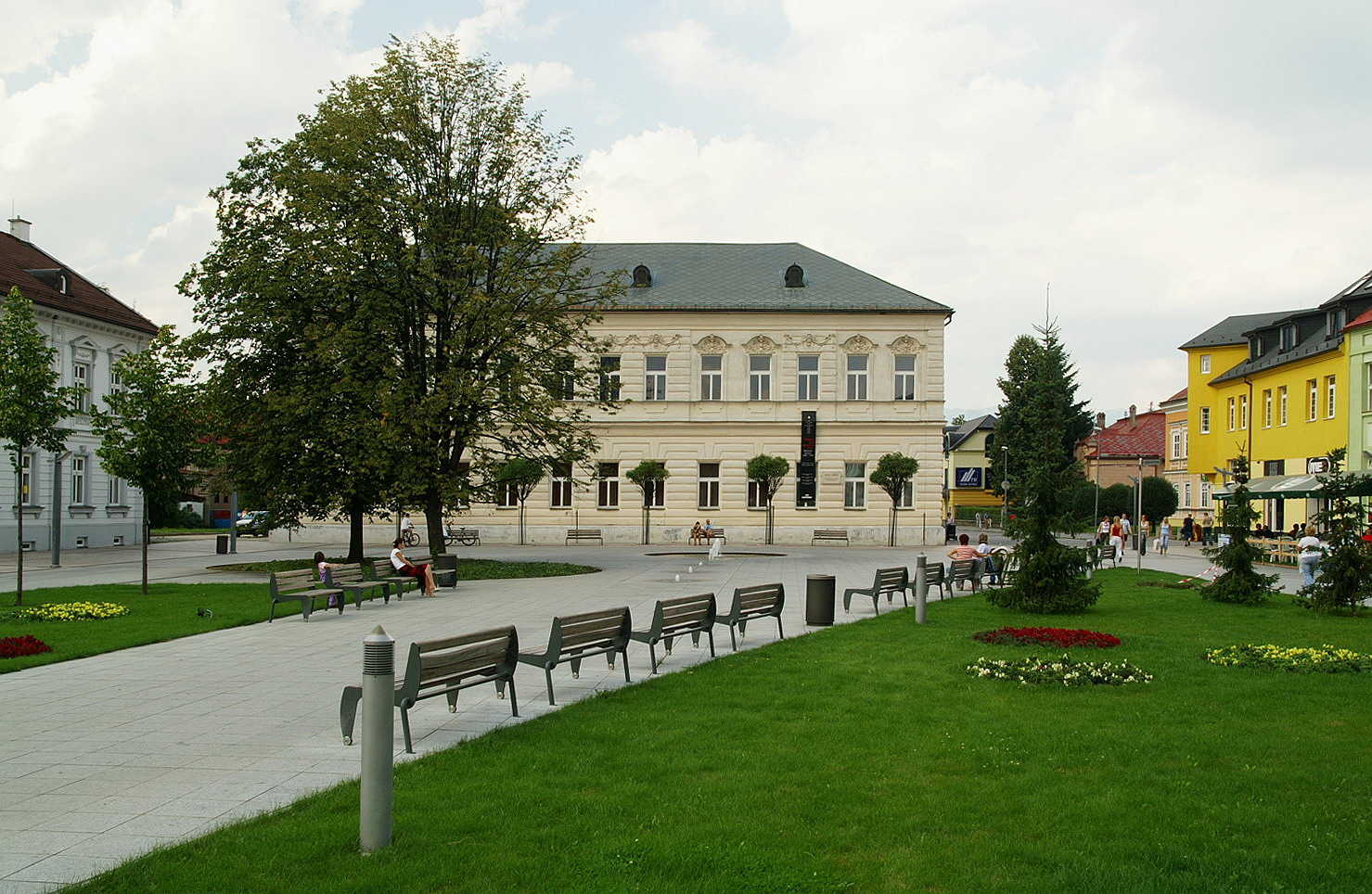
Первое здание, в котором размещалась словацкая Матица (Мартин)

Важнейшее значение в развитии словацкого национального движения в 1863—1875 годы XIX века играла деятельность Матицы словацкой. Начало матичного периода характеризовалось ростом литературного творчества на родном языке, расширением издательской работы, преподавания и активизацией научных исследований словацкого языка. Завершением этого периода стало угасание словацкой политической и культурной жизни, связанное с курсом властей Австро-Венгрии на подавление национальных движений в империи, что выразилось в закрытии словацких гимназий и в конечном итоге запрещении самой Матицы словацкой.
В матичный период основной нормой словацкого языка становится кодификация М. Гатталы. Активно развиваются стилистические различия в языке.
Отмечается ряд изменений и дополнений в орфографии, фонетике, морфологии и синтаксисе словацкого языка.
Устранена непоследовательность в элементах правописания, основанных на историко-этимологическом принципе, что отражено в школьном учебнике 1964 года Ф. Мраза.
Синтаксис, ориентированный на народно-разговорную речь словаков испытывает влияние синтаксических конструкций латинского, чешского и других языков.
Матица словацкая организует работу по сбору лексики и подготовке к изданию словацких словарей. Йозеф Лоос издал словацко-венгерско-немецкий словарь (1869—1871).
В матичный период были заимствованы многочисленные русизмы: blahorodý, celovať, čaša, duma, inostranný, obrabotka, poryv, prestol и многие другие, получило развитие словообразование по русским моделям на -stvo, -stvenný, -stvovať, -ionný и т. д., продолжилось заимствование лексики из чешского языка, главным образом научная терминология. Из народной лексики в литературную норму включаются слова, связанные с хозяйственной деятельностью, образуются кальки со слов венгерского языка.
В то же время в словацком языке продолжают сохраняться отступления от нормы, в частности, в написании буквенных знаков ä и y (ý), непоследовательно использовалось употребления мягких согласных ď, ť, ň, ľ, нередко нарушался ритмический закон.

### Межвоенный и современный периоды
В 1918 году завершилась тысячелетняя история существования словацкого народа под властью Венгерского королевства, в ноябре этого года было образовано единое государство чехов и словаков — Чехословакия. В общем государстве в политическом, экономическом и культурном плане Чехия доминировала над Словакией, что не могло не сказаться на положении словацкого языка. Несмотря на то, что официальным в Чехословакии согласно Конституции 1919 года стал чехословацкий язык, словацкий фактически становился лишь областным вариантом общего языка для чехов и словаков, а роль официального языка стал выполнять чешский. Так, чешский использовался в ряде словацких государственных учреждений (военных, железнодорожных и других), преподавание в словацком университете Коменского велось на чешском. Переезд в Словакию чешских профессоров, учителей, служащих, распространение чешской периодики и литературы, преподавание чешского в школах способствовали усилению влияния чешского на словацкий язык. Кроме того, в межвоенный период в Чехословакии отмечались попытки искусственного сближения словацкого и чешского языков.
В 1919 году было возрождено культурно-просветительское общество «Матица Словацкая», в котором возобносилась научная, культурная и издательская деятельность, направленная на развитие словацкого языка.
Межвоенный период характеризуется дальнейшим развитием словацкой литературы, в этот период появляются произведения таких авторов, как Й. Цигер-Гронский, Anton Horváth, Ján Švantner, М. Урбан и многие другие.
В 1919 году вышла грамматика словацкого языка (Slovenská mluvnica so zvláštnym zreteľom na pravopis) Я. Дамборского, она издавалась пять раз до 1930 года. В 1931 году была издана ещё одна работа, ставящая целью унификацию словацкого языка — первые «Правила словацкой орфографии» (Pravidlá slovenského pravopisu), встреченные словацким обществом неоднозначно. В изменённой форме с учётом предложений от членов Матицы словацкой новые правила были изданы в 1940 году.
В межвоенный период отмечалось проявление пуристических тенденций, обращение к народному языку с целью пополнения и замены научной терминологии, синтаксических конструкций и т. д. С 1932 года словацкой Матицей выпускается журнал Slovenská reč под редакцией Г. Бартека, который способствовал формированию «матичного узуса» и сыграл важную роль в стабилизации словацкого языка. Одной из основных целей журнала помимо обращения к народному языку, стало «очищение» словацкого языка от германизмов и более строгий подход в выборе богемизмов, главным образом, в лексике и фразеологии.
В 1939—1945 годах словацкий язык становится официальным в Словацкой республике.
Современный период (с 1940 года) характеризуется научной деятельностью, направленной на языковую унификацию, всесторонним изучением словацкого языка, созданием многочисленных литературных произведений, широким распространением литературной нормы средствами массовой информации (в том числе и вновь появившихся — телевидения и интернета) и благодаря увеличению числа учебных заведений, развитием молодёжных и профессиональных жаргонов.
Лексика современного словацкого языка обогащается многочисленными заимствованиями из других языков, прежде всего из английского.
В 1953 году вносятся изменения в кодификацию, стабилизировавшие языковые нормы, они зафиксированы в новых «Правилах словацкой орфографии», в 1959—1968 годах издаётся шеститомный «Словарь словацкого языка» (Slovník slovenského jazyka), в 1966 году «Морфология словацкого языка» (Morfológia slovenského jazyka) и многие другие работы. Стабилизация фонетических норм отражена в работах А. Краля, в частности, в «Правилах словацкого произношения» (Pravidlá slovenskej výslovnosti)
С 1993 года словацкий язык становится единственным официальным языком Словакии, ставшей независимым государством, в 1995 году принят Закон о государственном языке (Zákon o štátnom jazyku).